# 경기도경제과학진흥원
경기도경제과학진흥원(GBSA, Gyeonggi Business & Science Accelerator, 京畿道經濟科學振興院)은 경기도에 소재하고 있는 중소기업에 대한 종합적이고 체계적인 지원사업을 통하여 중소기업의 경영여건 개선과 중소기업의 경쟁력을 강화하고 과학 및 산업분야 기술에 관한 연구와 진흥을 통하여 기술개발을 촉진함으로써 지역산업의 고도화와 경제발전에 기여함을 목적으로 「중소기업 진흥에 관한 법률 시행령」, 「경기도 과학기술진흥 조례」, 「경기도 경제과학진흥원 설립 및 운영에 관한 조례」에 의거 1997년 6월 설립된 경기도 출연기관이다. 경기도 수원시 영통구 광교로 107에 위치하고 있다.

## 같이 보기
- 경기과학기술진흥원